# Michael Paulwitz
Michael Kurt Paulwitz (* 1965 in Eichstätt) ist ein deutscher Historiker, Journalist und PR-Berater. Er ist langjähriger Autor der Jungen Freiheit und war von 2012 bis 2014 Schriftleiter der Burschenschaftlichen Blätter. Paulwitz, der als Vertreter der Neuen Rechten gilt, war politisch bei den Republikanern aktiv, für die er bis 2016 auf Kommunal- und Landesebene regelmäßig kandidierte.

## Leben

### Herkunft und Geschichtsstudium
Michael Paulwitz hat nach eigenen Angaben ostpreußische Vorfahren und entstammt einer Försterfamilie. Er wurde 1965 im oberbayerischen Eichstätt geboren und wuchs in einer katholischen Umgebung auf. Paulwitz besuchte das Willibald-Gymnasium seiner Heimatstadt, wo er sein Abitur ablegte. Danach leistete er Grundwehrdienst bei der Bundeswehr. 1984 wurde er als Stipendiat in die Münchner Stiftung Maximilianeum aufgenommen und studierte Geschichte, Altertumswissenschaft, Latein und Slawistik an der Ludwig-Maximilians-Universität München und am Brasenose College (1992) der University of Oxford in England.
Als auf osteuropäische Geschichte spezialisierter Historiker (M. A.) nahm er Mitte der 1990er Jahre an wissenschaftlichen Tagungen des Ungarischen Instituts München teil und veröffentlichte in den Ungarn-Jahrbüchern. Paulwitz begann eine Promotion bei Horst Glassl am Osteuropa-Institut München zum Thema Der Krieg in Kroatien und in Bosnien-Hercegovina.

### Korporation und Mitgliedschaften
Paulwitz bewegt sich seit seinem Studium in rechten Kreisen. Entfremdet vom „linksliberalen Zeitgeist“ (Paulwitz), wurde er Mitglied der Burschenschaft Danubia München, der er mittlerweile nicht mehr angehört. Paulwitz war von 1991 bis 1995 stellvertretender Bundesvorsitzender des Vertriebenenverbandes Junge Landsmannschaft Ostpreußen (JLO) und Mitglied des völkischen Vereins Witikobund, dessen Landesvorstandsmitglied er in Bayern war.
Seit 1999 ist er Alter Herr der Burschenschaft Normannia zu Heidelberg.

### Freiberufliche Arbeit und Familie
Nach dem Studienabschluss wurde er freiberuflich tätig. Er betreibt seit 2001 eine inhabergeführte Agentur für Textdienstleistungen, Presse- und Öffentlichkeitsarbeit in Stuttgart. Für seine Auftraggeber aus der Industrie verfasst er Artikel in Produktions- und Elektronik-Fachzeitschriften wie SPS-Magazin, Werkzeug & Formenbau, VDI-Z Integrierte Produktion, MM MaschinenMarkt, MAV Maschinen, Anlagen, Verfahren, building & automation und etz Elektrotechnik + Automation.
Michael Paulwitz ist verheiratet und ist Vater von zwei Kindern. Er lebt in Stuttgart. Nach eigenen Aussagen spricht er u. a. Englisch, Französisch und Russisch. Sein Bruder Thomas Paulwitz (* 1973), ebenfalls Historiker, ist Mitgründer und Chefredakteur der Deutschen Sprachwelt, einer Zeitschrift für Sprachpflege.

### Publizistisches Wirken und Referententätigkeit
Seit 2001 ist Paulwitz ständiger Autor und einer der maßgeblichen Leitartikler der rechtskonservativen Wochenzeitung Junge Freiheit. In den 1980er Jahren gehörte er nach antifaschistischen Informationen zum Kreis derjenigen Mitglieder der Danubia (Frank Butschbacher, Thomas Clement und Hans-Ulrich Kopp), die die Zeitung mitaufbauten. Bereits 1986 begründete er die der Burschenschaft nahe stehende Studentenzeitschrift Münchner Freiheit mit, für die er bis zu deren Einstellung in den 1990er Jahren u. a. als Redaktionsleiter tätig war. Von 1990 bis 1993 arbeitete er bei der Jungen Freiheit als Redakteur. Zur deutschen Asylpolitik schrieb Paulwitz in der Jungen Freiheit, während der „Rest Europas eher auf die Einwanderungsbremse“ trete, sei Helfen hierzulande eben ein „Höhere-Töchter-Vergnügen“, das zur Verhöhnung anderer betrieben werde.
Paulwitz verfasste zudem ab 2009 Beiträge für das neurechte Theorieorgan Sezession und war von 2012 bis 2014 Schriftleiter der Burschenschaftlichen Blätter. Weiterhin schrieb bzw. schreibt er als ständiger Autor für die mittlerweile eingestellte Zeitschrift Criticón, als Balkan-Korrespondent für die Preußische Allgemeine Zeitung (PAZ, vormals Ostpreußenblatt) und unregelmäßig für die christlich-konservative Wochenzeitung Rheinischer Merkur. Die Gruppe der PDS/Linke Liste im Deutschen Bundestag bezeichnete in einer Kleinen Anfrage (1994) seine Beiträge im Ostpreußenblatt als „rechtsextrem“. Bis Mitte der 1990er Jahre verfasste er zudem Leserbriefe zum Themenfeld Balkanpolitik, die in der Frankfurter Allgemeinen Zeitung (FAZ) erschienen sind.
Außerdem ist er als Lektor und Referent tätig u. a. bei Vortragsreihen von deutschen (u. a. „Bogenhausener Gespräche“ (2014) der Burschenschaft Danubia München) und österreichischen Burschenschaften, der rechtsextremen Gesellschaft für freie Publizistik (GfP), dem rechtsextremen Deutschen Seminar und bei Lesungen der rechtsextremen Bürgerbewegung pro NRW. Mit Götz Kubitschek, dem Leiter des rechtsextremen Instituts für Staatspolitik (IfS), legte Paulwitz 2011 den Band „Deutsche Opfer, fremde Täter. Ausländergewalt in Deutschland“ vor. Einen anschließend auch im Internet veröffentlichten Vortrag hielt er 2011 bei der „Ideenwerkstatt“ der Burschenschaft Normannia-Nibelungen zu Bielefeld, ebenso war er 2016 Vortragsredner bei der Karlsruher Burschenschaft Tuiskonia.
Paulwitz sollte am 3. Oktober 2014 als Gastredner für den Bund der Vertriebenen (BdV) bei einem Empfang im Würzburger Rathaus auftreten. Nachdem die Stadt Würzburg dem BdV erfolglos nahegelegt hatte, Paulwitz als Redner wieder auszuladen, wurde der Empfang von Oberbürgermeister Christian Schuchardt (CDU) nach kurzer, aber heftiger öffentlicher Diskussion komplett abgesagt. Der stellvertretende Reporterchef der Main-Post, Michael Czygan, bezeichnete Paulwitz in diesem Zusammenhang als „rechten Redner“ und warf ihm bezüglich Flüchtlingen „Bedrohungsszenarien“ vor.

### Schriftleitung der Burschenschaftlichen Blätter
Paulwitz übernahm auf dem außerordentlichen Burschentag in Stuttgart 2012, nach vorzeitiger Abwahl seines Vorgängers Norbert Weidner, der Dietrich Bonhoeffer als „Landesverräter“ bezeichnet hatte, die Schriftleitung der Burschenschaftlichen Blätter. Paulwitz sprach diesbezüglich von einer „Pseudo-Affäre“ und einer „Diffamierungstrommel linker und linksliberaler Medien“.
Zu einem in der Deutschen Burschenschaft (DB) 2011 entbrannten Richtungsstreit bezüglich des volkstumsbezogenen Vaterlandsbegriffs äußerte sich Paulwitz folgendermaßen: „Man schaut sich den einzelnen Bewerber an. Das macht ja jeder Verein so“. Einen chinesischstämmigen Burschenschafter akzeptierte er als jemanden, der „vollständig integriert und assimiliert“ sei, fand aber, dass unabhängig von der Person die Debatte um die Abstammung geführt werden müsste.

### Politische Betätigung bei den Republikanern
Paulwitz war Mitglied der Partei Die Republikaner (REP). Er arbeitete in der Bundesgeschäftsstelle und war Pressereferent des Bundesvorstandes. Bei der Landtagswahl in Sachsen 2004 grenzte er die Partei von DVU und NPD mit den Worten „Wir wollen nichts mit Gewalttätern zu tun haben“ ab. Später übernahm er auch die Pressearbeit im Kreisverband Stuttgart und kandidierte dann erfolglos (hinter Rolf Schlierer und Dieter Lieberwirth) auf Listenplatz 1 bei den Gemeinderatswahlen in Stuttgart 2009 und bei der Landtagswahl in Baden-Württemberg 2011 in den Wahlkreisen Hohenlohe und Schwäbisch Hall. Im Wahlkampf setzte er sich für die Mittelschicht ein und kritisierte den „aufgeblähten“ Sozialstaat. Im Landesvorstand der REP Baden-Württemberg ist er als Beisitzer aktiv und schreibt als verantwortlicher Redakteur für die Parteizeitung Der Republikaner. Bei der Bundestagswahl 2013 kandidierte er erfolglos auf Listenplatz 19 der Landesliste Baden-Württemberg seiner Partei. Hinter Rolf Schlierer trat er zur Gemeinderatswahl 2014 in Stuttgart auf dem zweiten Listenplatz seiner Partei an und vereinigte 4.125 Stimmen. Bei der Landtagswahl in Baden-Württemberg 2016 trat er für seine Partei als Ersatzbewerber im Wahlkreis Ehingen (Wahlkreis 65) an.

### Wahlkampf für die AfD
Seit 2016 steht Paulwitz in Verbindung mit dem Verein zur Erhaltung der Rechtsstaatlichkeit und bürgerlichen Freiheiten, der laut Medienberichten von zwölf anonymen Millionären finanziert wird und bei der Landtagswahl in Mecklenburg-Vorpommern 2016 Wahlwerbung für die Alternative für Deutschland (AfD) betrieb. Paulwitz betreibt auch die Website des Verlags Polifakt Media von AfD-Mitglied Josef Konrad aus Himmelkron, dem Initiator des Vereins. Auch als Inhaber der Vereins-Website rechtundfreiheit.de fungiert Paulwitz. Als Telefonnummer wird dort wiederum Josef Konrads Anschluss angegeben.

## Publizierte Positionen und Rezeption

### Buchveröffentlichung „Deutsche Opfer, fremde Täter“
Paulwitz veröffentlichte mit dem neurechten Verleger Götz Kubitschek in der Edition Antaios das Buch Deutsche Opfer, fremde Täter. Ausländergewalt in Deutschland, nach Ansicht des Rechtsextremismusexperten Martin Langebach eine Art „Kampagne“ zum „laufenden Diskurs“. Eine gleichnamige Chronik wurde online geschaltet und dort von Felix Menzel betreut.
Der Kommunikationswissenschaftler Christian Moser von der Politischen Akademie der ÖVP (PolAk) verfasste 2011 in der Zeitschrift Academia des Cartellverbandes der katholischen österreichischen Studentenverbindungen unter dem Titel „Tabuthema Ausländergewalt“ eine Rezension. Darin führte er aus: „Ihre [der Autoren] Hauptthese lautet, dass die gestiegene Gewaltbereitschaft nicht auf die soziale Frage zurückgeführt werden dürfe, sondern, dass die Deutschenfeindlichkeit aufgrund einer Geringschätzung der Werte des Gastgeberlandes zurückzuführen sei.“ Weiterhin stellte Moser fest: „Wer einmal durch die Armutsviertel von London und Paris spaziert ist, weiß, dass die Thesen des Buches kein blinder Alarmismus sind, sondern vielmehr ein Weckruf gegen einen ideologisch verbrämten Multikulturalismus, der per se im Fremden immer nur das Gute, im Eigenen aber immer nur das Böse sehen will. Das Buch bietet keine angenehme Feierabendlektüre, sondern wühlt eher durch die Aufzählung unangenehmer Entwicklungen auf.“
Paulwitz gab den Unabhängigen Nachrichten (UN) ein Interview zum Buch. Außerdem wurde es von der DVU Niedersachsen beworben. Nach Helmut Kellershohn sei das Werk inspiriert durch rechtsextreme und neofaschistische Vorgängerprojekte. In einem einschlägigen Handbuch wird es dem Umfeld der Identitären Bewegung zugerechnet.

### Beiträge in Zeitungen und Zeitschriften
Michael Pechel, Bildungsreferent der Friedrich-Ebert-Stiftung, sieht bei Paulwitz eine Art mythologisches „Heldengedenken“ der soldatischen Opfer des Zweiten Weltkriegs. Paulwitz vertritt, dass die „deutsche Geschichte [...] kein Verbrecheralbum“ ist.
Nach Ansicht des Sozialwissenschaftlers Fabian Virchow bewegt sich Paulwitz im Kreis derjenigen Neurechten, die „distanzlos von der in Kroatien in den 1990er Jahren anzutreffenden Bewunderung für die Ustascha“ berichten und damit diese terroristische Bewegung des kroatischen Nationalismus guthießen. Die Schuldfrage sieht Paulwitz im Balkankonflikt auf serbischer Seite. Der Publizist Friedemann Schmidt zählt ihn deshalb zur „kroatischen Lobby“.
Im Zusammenhang mit dem Zerfall Jugoslawiens kritisierte Paulwitz das Völkerrecht als „angelsächsisch geprägte Weltordnung“ und spricht grundsätzlich von einer „Überwindung des Amerikanismus“. Außerdem fordert er als Anhänger des Ethnopluralismus eine „nationale Selbstbestimmung“ Deutschlands. So spricht er beispielsweise vom „System von Jalta und Versailles“. In seinen Artikeln sympathisierte er laut Schmidt während des Nordirlandkonflikts deshalb auch unterschwellig mit den irisch-nationalistischen Interessen. Auch Russland gestehe er nach dem Fall des Eisernen Vorhangs einen „Sonderweg“ ohne den Export von Demokratie zu.
Nach Michael Lausberg vom Duisburger Institut für Sprach- und Sozialforschung sehe Paulwitz in den Wahlerfolgen des finnischen rechtspopulistischen Politikers Timo Soini, den er als Rechtskonservativen bezeichnet, eine Vorbildfunktion für Deutschland. Paulwitz schrieb in einem Beitrag in der Jungen Freiheit: „Soini hat dem Zorn der finnischen Steuerzahler über Euro-Rettungspakete und griechisch-portugiesische Kreditbettelei eine Stimme gegeben und damit die etablierten Durchwinker aus ihrem beschaulichen Konsens-Kartell vertrieben.“
In der Asylpolitik lehnt er laut Friedemann Schmidt einen „deutschen Sonderweg“ ab, der auf einer besonderen historischen Verantwortung beruhe. Er erkläre Fremdenfeindlichkeit und xenophobe Gewalt „auch mit dem rücksichtslosen Benehmen der einquartierten Ausländer“. Darüber hinaus forderte er in seinem Buch Deutsche Opfer, fremde Täter mehr „Assimilationsdruck auf Einwanderer“.
Die Soziologin Tatiana Golova führte aus, dass Paulwitz Russlanddeutsche wegen ihrer Abstammung als Teil der deutschen Nation sehe. In einem Artikel kritisierte er aber die eigentliche Illoyalität Deutschlands ihnen gegenüber und machte vor allem „Wirtschaftsinteressen“ für die angeblich gelenkte Einwanderung verantwortlich. Außerdem sehe er durch Sprachtests eine Benachteiligung von Deutschstämmigen. Derartige Argumentationsmuster seien Golova zufolge weitverbreitet unter der „extremen Rechten“, zu der sie auch die Junge Freiheit zählt.
Paulwitz bedient nach Ansicht des Journalisten und Publizisten Tobias Jaecker klassische Stereotype, da er 2007 in einem Beitrag für die Junge Freiheit jüdische Interessen mit israelischen gleichgesetzt und ausgeführt habe: „drohend die Antisemitismus-Keule als wirksamste Waffe der Israel-Lobby, um jegliche Kritik im Keim zu ersticken.“
Paulwitz tritt in seinen Publikationen, so Ulli Jentsch und Eike Sanders vom Antifaschistischen Pressearchiv und Bildungszentrum Berlin (apabiz), „modernen“ Familienformen entgegen und sieht die vorrangige Aufgabe des Staates nicht in der „Begünstigung von Abtreibung“, der „Privilegierung von Randgruppenlebensstilen“ und der „Entmündigung von Eltern durch Krippenprogramme“.
Der Sozialwissenschaftler Thomas Gesterkamp greift in der Fachzeitschrift Aus Politik und Zeitgeschichte Paulwitz' Zitat „Eine totalitäre Ideologie“ werde „durch eine auserwählte Truppe Linientreuer von oben nach unten durchgesetzt“ exemplarisch für antifeministische Positionen auf. Paulwitz verstehe Antifeminismus als eine Art „Kampf gegen eine herrschaftliche Unterdrückungsstrategie“, wie die Politologin Regina Wamper (DISS) ausführte. Außerdem gehe er von einer „gesellschaftlichen Vorherrschaft der Schwulenbewegung“ aus, die er als „Homosexuellen-Lobby“ tituliert. Weitere kritische Rezeption erfuhr seine Aussage, „Gender Mainstreaming‘ versucht planmäßig, den Neuen Menschen zu schaffen“, durch die Frauenforscherin Elke Stolze. Wamper wies ferner darauf hin, dass auch Paulwitz als Vertreter der extremen Rechten Feminismus als „marxistisches Projekt zur Durchsetzung der Kulturrevolution“ wahrnehme und in einem seiner JF-Beiträge entsprechend von „Gender-Marxisten“ rede.
In Paulwitz’ Stellungnahme zu den Rassistischen Ausschreitungen in Mügeln 2007 wird laut der Politikwissenschaftlerin Britta Schellenberg, die unter der Überschrift „Medien erfinden Rechtsextremismus – Mügeln wird zum Opfer“ Beiträge in der Jungen Freiheit untersuchte, ein „Kausalzusammenhang zwischen der Einschätzung des Vorfalls als ‚rechtsextrem‘ und einer Kollektivschuld der Stadt Mügeln hergestellt“. Paulwitz versuche zudem das „Argument, Fälle wie Mügeln schaden Deutschlands Ansehen, zu entkräften.“

## Auszeichnungen
- 2011: Gerhard-Löwenthal-Preis für Journalisten[98] (Laudatio: Rolf Dressler)[99]

## Schriften (Auswahl)
Monografien
- Krieg gegen Mitteleuropa. Analysen und Reportagen aus Bosnien und Kroatien 1991–1994 (= Veröffentlichungen der Gesellschaft für deutsch-kroatischen Kulturaustausch e. V., Band 1). Most, München 1994.
- mit Götz Kubitschek: Deutsche Opfer, fremde Täter. Ausländergewalt in Deutschland. Edition Antaios, Schnellroda 2011, ISBN 978-3-935063-65-4.

Herausgeberschaft
- mit Ulrich Fröschle, Markus Josef Klein: Der andere Mohler. Lesebuch für einen Selbstdenker. Armin Mohler zum 75 Geburtstag. San Casciano Verlag, Limburg an der Lahn 1995, ISBN 3-928906-08-9.

Beiträge in Sammelbänden
- Eine Brücke über die Drina? Serben, Kroaten und Bosnier – historisch betrachtet. In: Pax Christi – Deutsches Sekretariat (Hrsg.): Jenseits der Gewalt. Arbeit für den Frieden in Ex-Jugoslawien. Komzi Verlag, Idstein 1996, ISBN 3-929522-32-2, S. 57–71.[100]
- Nation und Religion in ‚Preporod‘. In: Thomas Bremer (Hrsg.): Religion und Nation im Krieg auf dem Balkan. Beiträge des Treffens deutscher, kroatischer und serbischer Wissenschaftler vom 05. – 09. April 1995 in Freising. Zentralstelle Weltkirche der Deutschen Bischofskonferenz, Bonn 1996, ISBN 3-928214-80-2, S. 151–161.